# 3823 Yorii
Yorii (asteróide 3823) é um asteróide da cintura principal, a 2,304589 UA. Possui uma excentricidade de 0,2481227 e um período orbital de 1 960,04 dias (5,37 anos).
Yorii tem uma velocidade orbital média de 17,01255334 km/s e uma inclinação de 5,50598º.
Este asteróide foi descoberto em 10 de Março de 1988 por Masaru Arai, Hiroshi Mori.